# Koninkrijk Bulgarije
Het koninkrijk Bulgarije (Bulgaars: Царство България, Tsarstvo Bulgaria) was een koninkrijk in het zuidoosten van Europa en werd uitgeroepen op 5 oktober 1908 (toen nog 22 september in de juliaanse kalender die tot 1916 werd gebruikt in Bulgarije). Hierbij werd het vorstendom Bulgarije volledig onafhankelijk van het Ottomaanse Rijk en werd het een koninkrijk. Het vorstendom werd verenigd met Oost-Roemelië dat nog een autonome Ottomaanse provincie was, maar al sinds 1885 onder Bulgaarse controle stond.

## Geschiedenis
In de Eerste Balkanoorlog van 1912 veroverde Bulgarije delen van Macedonië en na een lange veldtocht bevond het Bulgaarse leger zich nog geen 50 km van Constantinopel. Constantinopel werd niet bezet, maar Bulgarije wist grote gebieden van het Ottomaanse Rijk te annexeren. 
Griekenland en Servië vonden dat Bulgarije te veel macht had gekregen na de Eerste Balkanoorlog. Servië en Griekenland waren bang dat Bulgarije de Griekse stad Thessaloniki en het Servische deel van Macedonië zou willen bezetten. Opeens viel de Bulgaarse generaal Savov Servië op 29 juni 1913 binnen zonder dat hij daar opdracht voor had gekregen. Dat was het officiële begin van de Tweede Balkanoorlog. Ondanks dat de Bulgaarse regering alles ontkende, verklaarden Servië en Griekenland Bulgarije op 8 juli 1913 de oorlog. Roemenië en Montenegro volgden en uiteindelijk nam het Ottomaanse Rijk het ook tegen Bulgarije op. In een paar hevige veldslagen werd het Bulgaarse leger in de pan gehakt en het land ernstig verzwakt. In augustus van datzelfde jaar werd het vredesverdrag in Boekarest getekend. Bulgarije moest het noordoostelijk deel van zijn land aan Roemenië afstaan. Ook moest Bulgarije zijn gebieden in Macedonië afstaan, die verdeeld werden onder Griekenland en Servië. Bulgarije sloot zich na de Tweede Balkanoorlog bij de Triple Alliantie aan waar Duitsland, Oostenrijk-Hongarije en Italië lid van waren. Bulgarije hoopte de verloren gegane gebieden te heroveren. 
In de Eerste Wereldoorlog werd het land door Duitsland uitgezogen en gebruikt om Servië, Griekenland en Roemenië aan te vallen. Er brak in Bulgarije een opstand uit omdat Bulgarije behandeld werd als een kolonie van Duitsland. Ondanks dat had de Entente (tegenstanders van de Triple Alliantie ook wel centrale mogendheden genoemd) de kracht van Bulgarije onderschat doordat Bulgarije 300.000 mannen voor het leger wist op te trommelen. In 1918 waren dat er 800.000. Maar de situatie zag er slecht uit. Bulgarije had maar een paar honderdduizend man in zijn leger verspreid over zijn land. Op 29 september 1918 gaf Bulgarije zich over. 
Het Verdrag van Neuilly bepaalde dat Bulgarije Bulgaars West-Thracië aan de Entente moest afstaan, waardoor Bulgarije geen toegang tot de Egeïsche Zee had. Het zuidelijk deel van Dobroedzja werd aan Roemenië afgestaan en vier kleine gebieden werden onderdeel van de nieuwe staat Joegoslavië.
In 1946 werd de monarchie afgeschaft en werd de volksrepubliek Bulgarije gevormd.